# رينالدو لوبيز كوستا
رينالدو لوبيز كوستا (بالبرتغالية: Rinaldo Lopes Costa‏) (31 يوليو 1968 في البرازيل - ) هو لاعب كرة قدم برازيلي في مركز الهجوم. لعب مع نادي أيه بي سي ونادي إنترناسيونال ونادي جوينفيل ونادي غواراني ونادي ميلوناريوس ونادي برازيل دي بيلوتاس وEsporte Clube São José ‏ وGrêmio Esportivo Bagé ‏ وSociedade Esportiva e Recreativa Juventude ‏ وإسبورت إنترناسيونال ‏ وفيلا نوفا أتليتيكو ‏ ونادي ساو خوسيه.